# Han som tänkte med hjärtat
Han som tänkte med hjärtat är en amerikansk film från 1938 i regi av Norman Taurog. I rollerna ses bland andra Spencer Tracy och Mickey Rooney. Det gjordes en uppföljare: Männen i pojkstaden (1941).

## Handling
När prästen Edward Flanagan talar med en dödsdömd fånge som berättar för honom att han skulle levt ett helt annat liv om han bara hade haft en enda vän som barn, så beslutar han sig för att göra något åt det. Flanagan är en förespråkare för barns rättigheter och en motståndare av ungdomsbrottsligheten och menar att alla pojkar är goda innerst inne. Därför startar han ett hem för unga pojkar på väg in i kriminalitet. En av pojkarna som kommer till Flanagan, Whitey Marsh, visar sig dock ha en lång väg kvar till ett liv utan kriminalitet.

## Rollista
| Spencer Tracy     | – Father Flanagan |
| Mickey Rooney     | – Whitey Marsh    |
| Henry Hull        | – Dave Morris     |
| Leslie Fenton     | – Dan Farrow      |
| Gene Reynolds     | – Tony Ponessa    |
| Edward Norris     | – Joe Marsh       |
| Addison Richards  | – The Judge       |
| Minor Watson      | – The Bishop      |
| Jonathan Hale     | – John Hargraves  |
| Bobs Watson       | – Pee Wee         |
| Martin Spellman   | – Skinny          |
| Mickey Rentschler | – Tommy Anderson  |
| Frankie Thomas    | – Freddie Fuller  |
| Jimmy Butler      | – Paul Ferguson   |
| Sidney Miller     | – Mo Kahn         |

## Utmärkelser
Spencer Tracy fick en Oscar för bästa manliga huvudroll. Filmen tilldelades dessutom en Oscar för bästa originalmanus. Utöver detta var filmen nominerad i ytterligare tre kategorier: Bästa regi, bästa foto samt bästa manus efter förlaga.